# Danny Nucci
Danny Nucci (Klagenfurt, Austria; 15 de septiembre de 1968) es un actor ítalo-estadounidense  nacido en Austria y con ascendencia marroquí de cine y televisión, conocido por el papel de Fabrizio De Rossi, el amigo de Jack Dawson (Leonardo DiCaprio) en la película de 1997, Titanic.

## Biografía

### Vida personal
Nucci nació en Klagenfurt, Austria, de una madre marroquí judía y un padre judío italiano, y fue criado en Italia hasta la edad de siete años, cuando su familia se mudó a los Estados Unidos. Tiene dos hermanas, Natalia y Elle. Después de vivir temporalmente en Queens, Nueva York, la familia se estableció en el Valle de San Fernando, donde Nucci se graduó en la Grant High School. Está casado con Paula Marshall y tiene dos hijas. En 1997 Marshall y Nucci interpretaron a dos amantes en la película That Old Feeling, junto a Bette Midler.

### Carrera
Nucci empezó interpretando personajes de breve presencia en pantalla. Además participó en la película La Roca (junto a Nicolas Cage y Sean Connery), donde formaba parte de un grupo dirigido por el comandante Charles Anderson —interpretado por Michael Biehn (The Terminator)— y en el que también moría pronto. En 1993, para variar, su personaje se las arreglaba para sobrevivir a la tragedia de los Andes en la película ¡Viven!.
Entre 1988 y 1989 fue Gabriel Ortega en la telenovela de CBS Falcon Crest; Vincent Sforza, junto a Marguerite Moreau, en Firestarter 2; el suboficial Danny Rivetti en el thriller submarino Crimson Tide (1995) junto a Gene Hackman y Denzel Washington; y Spider Bomboni en el libro del amor. Tomó el papel de Benny "The Jet" Rodríguez en la producción The Sandlot: regresar a casa y un oficial de la Autoridad Portuaria de la policía en la película de 2006 del World Trade Center. También interpretó al amigo italiano de Jack Dawson, Fabrizio, en Titanic (1997).
Sus apariciones notables en televisión incluyen Los problemas crecen, Enredos de familia, The Twilight Zone, Snoop, Just Shoot Me, House MD, Sin rastro, Mentes criminales, El mentalista, CSI: Nueva York, y dos episodios de Castle junto a Ernie Hudson. También coprotagonizó en la serie de corta duración 10-8: Officers on Duty. En 2009, interpretó a John Gotti en Sinatra Club; y en 2011 fue Dante en la película de Danny Wilson Nefilim.

## Filmografía

### Cine
| Año  | Título                                           | Rol                                            | Notas                    |
| ---- | ------------------------------------------------ | ---------------------------------------------- | ------------------------ |
| 1985 | Explorers                                        | Steve Jackson's Gang Member                    |                          |
| 1985 | American Drive-In                                | Tommy                                          |                          |
| 1986 | The Children of Times Square                     | Luis Sotavento                                 | Cortometraje             |
| 1986 | La hermandad de la justicia                      | Willie                                         | Cortometraje             |
| 1986 | Combat Academy                                   | Jai                                            |                          |
| 1988 | Home Free                                        | Dennis Ferrand                                 | Película para televisión |
| 1990 | Book of Love                                     | Spider Bomboni                                 |                          |
| 1992 | Rescue Me                                        | Todd                                           |                          |
| 1993 | Alive                                            | Hugo Díaz                                      |                          |
| 1993 | For the Love of My Child: The Anissa Ayala Story | Airón Ayala                                    | Cortometraje             |
| 1993 | Roosters                                         | Héctor Morales                                 |                          |
| 1993 | A Matter of Justice                              | Vince Grella                                   | Cortometraje             |
| 1994 | Ray Alexander: A Taster for Justice              | Paul García                                    | Cortometraje             |
| 1994 | Justicia a ciegas                                | Roberto                                        | Cortometraje             |
| 1995 | Homage                                           | Gilbert Téllez                                 |                          |
| 1995 | Crimson Tide                                     | Petty Officer First Class Danny Rivetti        |                          |
| 1995 | In the Flesh                                     | Rico Sanchéz                                   |                          |
| 1996 | The Rock                                         | Teniente Shepard                               |                          |
| 1996 | Eraser                                           | Monroe                                         |                          |
| 1996 | The Big Squeeze                                  | Jesse Torrejo                                  |                          |
| 1997 | Love Walked In                                   | Cousin Matt                                    |                          |
| 1997 | That Old Feeling                                 | Joey Donna                                     |                          |
| 1997 | Titanic                                          | Fabrizio de Rossi                              |                          |
| 1998 | Sugar: The Fall of the West                      |                                                |                          |
| 1998 | The Unknown Cyclist                              | Gaetano Amador                                 |                          |
| 1998 | Sublet                                           | Stuart Dempsey                                 |                          |
| 1999 | The Outfitters                                   | P.D. Mijants                                   |                          |
| 1999 | The Brave Little Toaster to the Rescue           | Alberto (voz)                                  |                          |
| 1999 | Friends & Lovers                                 | David 'Dave'                                   |                          |
| 1999 | Tuesday's Letters                                |                                                |                          |
| 2000 | Shark in a Bottle                                | Guy Normal                                     |                          |
| 2002 | Firestarter 2: Rekindled                         | Vincent Sforza                                 | Cortometraje             |
| 2002 | Do It for Uncle Manny                            | Oscar                                          |                          |
| 2002 | Father Lefty                                     | Father Robert 'Lefty' Lefrack                  | Película para televisión |
| 2003 | American Cousins                                 | Gino                                           |                          |
| 2003 | Mafia Doctor                                     | Frank                                          | Cortometraje             |
| 2004 | One Last Ride                                    | Benny                                          |                          |
| 2005 | Break A Leg                                      | EJ Inglewood                                   |                          |
| 2006 | The Way Back Home                                | Paul Reeds                                     |                          |
| 2006 | World Trade Center                               | Oficial Giraldi                                |                          |
| 2007 | Totally Baked                                    | Arturo Goldman (Segmento "FunOnion Boardroom") |                          |
| 2007 | The Sandlot: Heading Home                        | Benny Rodriguéz                                | Directo para vídeo       |
| 2008 | Backwoods                                        | Perry Walters                                  | Cortometraje             |
| 2010 | Sinatra Club                                     | John Gotti                                     |                          |
| 2011 | Escapee                                          | Profesor Jeremy Davis                          |                          |
| 2014 | Wishin' and Hopin'                               | Pa                                             |                          |
| 2015 | Pizza with Bullets                               | Freddie 'The Cat' Pagano                       |                          |

### Televisión
| Año       | Título                         | Rol                                      | Notas                                            |
| --------- | ------------------------------ | ---------------------------------------- | ------------------------------------------------ |
| 1984      | Pryor's Place                  | Freddy                                   |                                                  |
| 1985      | Hotel                          | Evan                                     | Episodio: "Wins and Losses"                      |
| 1985      | Family Ties                    | Rick                                     | Episodio: "Designated Hitter"                    |
| 1985      | Mr. Belvedere                  | Boy                                      | Episodio: "Pinball"                              |
| 1985      | The Twilight Zone              | Buddy (segmento "The Leprechaun-Artist") | Episodio: "The Leprechaun-Artist/Dead Run"       |
| 1986      | Our House                      |                                          | Episodio: "Choices"                              |
| 1986      | Growing Pains                  | Scooter Krassner                         | Episodio: "Employee of the Month"                |
| 1987      | CBS Schoolbreak Special        | Scott Fischer                            | Episodio: "An Enemy Among Us"                    |
| 1988      | Magnum, P.I.                   | Budge.                                   | Episodio: "The Great Hawaiian Adventure Company" |
| 1988–1989 | Falcon Crest                   | Gabriel Ortega                           | 16 episodios                                     |
| 1989      | A Brand New Life               | Dominick – DJ                            | Episodio: "Private School"                       |
| 1989      | A Peaceable Kingdom            | Eddie Morano                             | Episodio: "Symphony"                             |
| 1990      | Tour of Duty                   | Pvt. Wozniak                             | Episodio: "Acceptable Losses"                    |
| 1990      | Equal Justice                  | Ramon Escobar                            | Episodio: "Goodbye, Judge Green"                 |
| 1990      | Quantum Leap                   | Tony Pronti                              | Episodio: "Leap of Faith – August 19, 1963"      |
| 1990      | Ferris Bueller                 | Greg Knecht                              | Episodio: "Baby You Can't Drive My Car"          |
| 1991      | ''Out of This World''          | Moose                                    | Episodio: "Heck's Angels"                        |
| 1992      | Blossom                        | Lou                                      | Episodio: "Three O'Clock and All Is Hell"        |
| 1992      | Dream On                       | Pizza Guy                                | Episode: "Red All Over"                          |
| 1999–2000 | Snoops                         | Emmanuel 'Manny' Lott                    | 13 episodios                                     |
| 2001      | Some of My Best Friends        | Frankie Zito                             | 8 episodios                                      |
| 2002–2003 | Just Shoot Me!                 | Pete                                     | 2 episodios                                      |
| 2003–2004 | 10-8: Officers on Duty         | Deputy Rico Amonte                       | 15 episodios                                     |
| 2004      | Joey                           | Ron                                      | Episodio: "Joey and the Dream Girl: Part 2"      |
| 2005      | House                          | Bill Arnello                             | Episode: "Mob Rules"                             |
| 2008      | Without a Trace                | Scott Lucas                              | Episode: "4G"                                    |
| 2008      | The Mentalist                  | Ben Machado                              | Episodio: "Flame Red"                            |
| 2008      | Criminal Minds                 | Burke Manning                            | Episodio: "Normal"                               |
| 2009–2014 | Castle                         | Gilbert Mazzara / Lance                  | 3 episodios                                      |
| 2010      | CSI: NY                        | Officer Nicholas Henderson               | Episodio: "Vacation Getaway"                     |
| 2011      | CSI: Crime Scene Investigation | Det. Daniel Sosa                         | Episodio: "Cello and Goodbye"                    |
| 2011      | NCIS: Los Angeles              | CIA Agent Figg                           | Episodio: "Sacrifice"                            |
| 2012      | CSI: Miami                     | Will Kingsley                            | Episodio "No Good Deed"                          |
| 2012      | The Booth at the End           | Henry                                    | 5 episodios                                      |
| 2012      | NCIS                           | Gordon Fremont                           | Episodio: "Devil's Trifecta"                     |
| 2013      | Arrow                          | Fire Chief Raynes                        | Episode: "Burned"                                |
| 2013–2018 | The Fosters                    | Mike Foster                              | Elenco principal, 87 episodios                   |
| 201       | The Rookie                     | Det. Sanford Motta                       | 2 episodios                                      |
| 2019      | 9-1-1                          | Detective Romero                         | 2 episodios                                      |

- Datos: Q89552